# Вілмош Сабо
Вілмош Сабо (30 грудня 1964 , Брашов ) — румунський фехтувальник на шаблях, бронзовий призер Олімпійських ігор 1984 року.

## Виступи на Олімпіадах
| Олімпіада         | Дисципліна          | Місце |
| ----------------- | ------------------- | ----- |
| Лос-Анджелес 1984 | командна шабля      | 3     |
| Барселона 1992    | індивідуальна шабля | 26    |
| Барселона 1992    | командна шабля      | 4     |
| Атланта 1996      | індивідуальна шабля | 16    |
| Атланта 1996      | командна шабля      | 7     |